# Bol'šoj Zelenčuk
Il Bol'šoj Zelenčuk (in russo Большо́й Зеленчу́к?) è un fiume della Russia europea meridionale (Repubblica di Karačaj-Circassia, Territorio di Stavropol' e di Krasnodar), affluente di sinistra del Kuban'.
Nasce dal versante settentrionale della catena del Gran Caucaso dalla confluenza dei due rami sorgentiferi Psyš e Kizgyč, scorrendo con direzione nord-nordest in ambiente montano. Al villaggio di Zelenčukskaja il fiume sfocia in una pianura densamente popolata. Sfocia nel Kuban' nella città di Nevinnomyssk. Parte del flusso del fiume viene convogliato alla centrale idroelettrica di Zelenčukskaja. Il principale affluente è il Kjafar (lungo 65 km), che confluisce dalla sinistra idrografica.